# Чеснек (замък)
Замъкът Чеснек се намира в Бакон, Западна Унгария, между Дьор и Зирк, в близост до село Чеснек. 

## История
Замъкът е построен след монголското нашествие в Европа около 1263 г. в период, в който са построени много крепости. Първият замък е построен от Якаб Чеснеки от клан Бана. Първото писмено споменаване на крепостта е в документ от 1281 г., който прави синовете на Якаб Чеснеки нейни съсобственици. През 1315 г. кланът Чак превзема замъка. През 1392 г. Сигизмунд дава замъка и 31 околни села на семейство Гарай. Крепостта Чеснек остава собственост на семейство Гарай до 1482 г. Тогава Матяш Корвин дарява замъка на Ищван Заполя.
През лятото на 2013 г. до замъка е изграден първия via ferrata в Унгария.

## Галерия
- Панорамен изглед към замъка
- Кула
- Крепостна стена
- Изглед от въздуха